# (2456) Palamède
Pour les articles homonymes, voir Palamède.
(2456) Palamède (officiellement (2456) Palamedes) est un astéroïde troyen. Il a été découvert le 30 janvier 1966 à l'observatoire de la Montagne Pourpre.

## Caractéristiques
Il partage son orbite avec Jupiter autour du Soleil au point de Lagrange L4, c'est-à-dire qu'il est situé à 60° en avance sur Jupiter.
Les calculs d'après les observations de l'IRAS lui accordent un diamètre d'environ 92 kilomètres.
Son nom fait référence à Palamède, le héros grec.
Sa désignation provisoire était 1966 BA1.